# ベルモンテ・カステッロ
ベルモンテ・カステッロ（伊: Belmonte Castello）は、イタリア共和国ラツィオ州フロジノーネ県にある、人口約660人の基礎自治体（コムーネ）。

## 地理

### 位置・広がり

#### 隣接コムーネ
隣接するコムーネは以下の通り。
- アティーナ
- サンテリーア・フィウメラーピド
- テレッレ
- ヴィッラ・ラティーナ

### 気候分類・地震分類
ベルモンテ・カステッロにおけるイタリアの気候分類 (it) および度日は、zona D, 1804 GGである。
また、イタリアの地震リスク階級 (it) では、zona 1 (sismicità alta) に分類される。

## 行政

### 山岳部共同体
広域行政組織である山岳部共同体「ヴァッレ・ディ・コミーノ山岳部共同体」 (it:Comunità montana Valle di Comino) （事務所所在地: アティーナ）を構成するコムーネの一つである。